# 리글리 필드
리글리 필드(Wrigley Field)는 미국 일리노이주 시카고에 있으며, 1914년 개장 이후 시카고 컵스가 1916년부터 현재까지 쓰이고 있는 야구장이다. 야간경기는 1988년이 되어서야 시작하였다. 펜스가 담쟁이로 둘러싸여 있다.
AT&T 파크와 함께 불펜이 1루와 3루 파울라인에 위치해 있고 구장시설은 트리플 A급 수준이다.
펜웨이 파크에 이어 미국에서 두 번째로 오래된 야구장이다. 원래 이름은 위그먼 파크, 컵스 파크였으나 당시 구단주였던 윌리엄 리글리를 기리기 위해 지금의 이름으로 바뀌게 되었다. 4만 118명을 수용할 수 있다.